# Daniel Penther

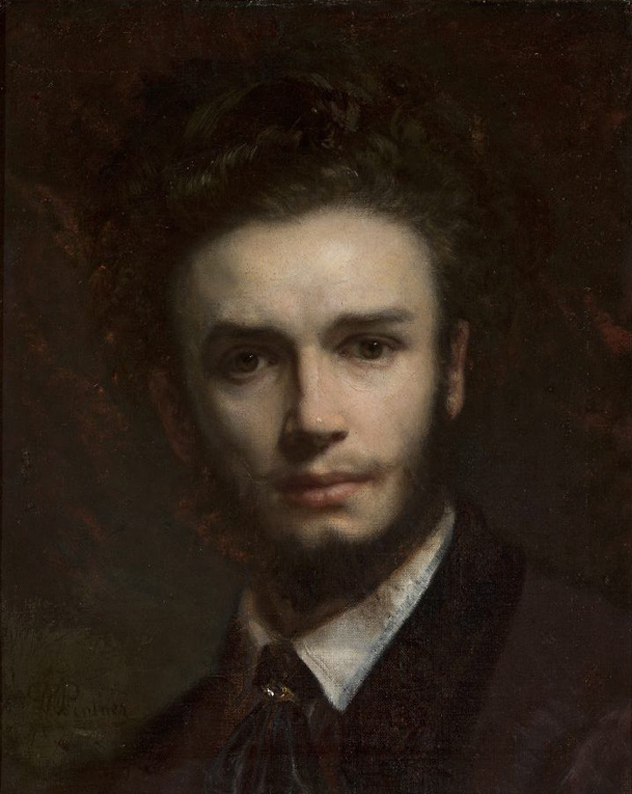
Selbstporträt 1870

Daniel Penther (* 1837 in Lemberg; † 10. Februar 1887 in Wien) war ein polnisch-österreichischer Porträt-, Genre- und Historienmaler.
In Lemberg war er Schüler von Jan Maszkowski, ab 1855 bis 1856 studierte er an der Akademie der Bildenden Künste Wien. Penther setzte das Studium ab dem 14. November 1856 an der Königlichen Akademie der Künste München in der Antikenklasse fort. Von 1858 bis 1859 war er Privatschüler von Franz von Lenbach.
In München nahm er am Leben der polnischen Künstlerkolonie teil. Er war mit seinen Studienkollegen, wie Parys Filippi, Izydor Jabłoński, Marceli Maszkowski und Karol Młodnicki befreundet. Den polnischen Historienmaler Jan Matejko begleitete er durch München und auf Reisen.
Anlässlich der Weltausstellung 1867 besuchte er Paris und traf dort den schwer kranken Artur Grottger, dem er einen Brief aus Lemberg von dessen Verlobter, Wanda Monné (1850–1923, später verheiratete Młodnicka) übergab.
1867 kam Penther in seine Heimatstadt Lemberg zurück, aber im Jahr 1871 oder 1872 siedelte er nach Wien über. 1873 kam er nach Tiflis, wo er als Hofmaler des Generalgouverneurs von Transkaukasien, Großfürsten Michael Nikolajewitsch Romanow und als Zeichenlehrer der Großfürstin angestellt wurde. Die Jahre 1873 und 1874 verbrachte er in England und Italien.
Ab 1881 arbeitete er als Kustos an der Galerie der Wiener Akademie der bildenden Künste. Er restaurierte viele Gemälde aus der Galeriesammlung, u. a. ein Gemälde von Antonio da Correggio. Er kopierte auch Werke alter Meister.